# The Adults
The Adults ist eine US-amerikanische Tragikomödie von Dustin Guy Defa, die im Februar 2023 bei den Internationalen Filmfestspielen in Berlin ihre Premiere feierte, Anfang Juli in die deutschen und Mitte August 2023 in die US-amerikanischen Kinos kam.

## Handlung
Eric kehrt zu einem Kurzbesuch in seine Heimat zurück. Zwar soll der Besuch dazu dienen, den Kontakt zu seinen beiden Schwestern aufzufrischen, Eric will aber auch seine frühere Pokerrunde wieder beehren und beweisen, dass er immer noch der beste Pokerspieler der Stadt ist. Seine ältere Schwester Rachel hat nach dem Tod der Mutter das Elternhaus geerbt und lebt nun darin. Diese starb zwar schon vor geraumer Zeit, doch ihre drei Kinder vermissen sie noch sehr.
Bei den Versöhnungsversuchen durch ihre jüngere Schwester Maggie stellen Eric und Rachel fest, wie sehr sie sich heute als Erwachsene voneinander unterscheiden.

## Produktion

### Regie und Drehbuch

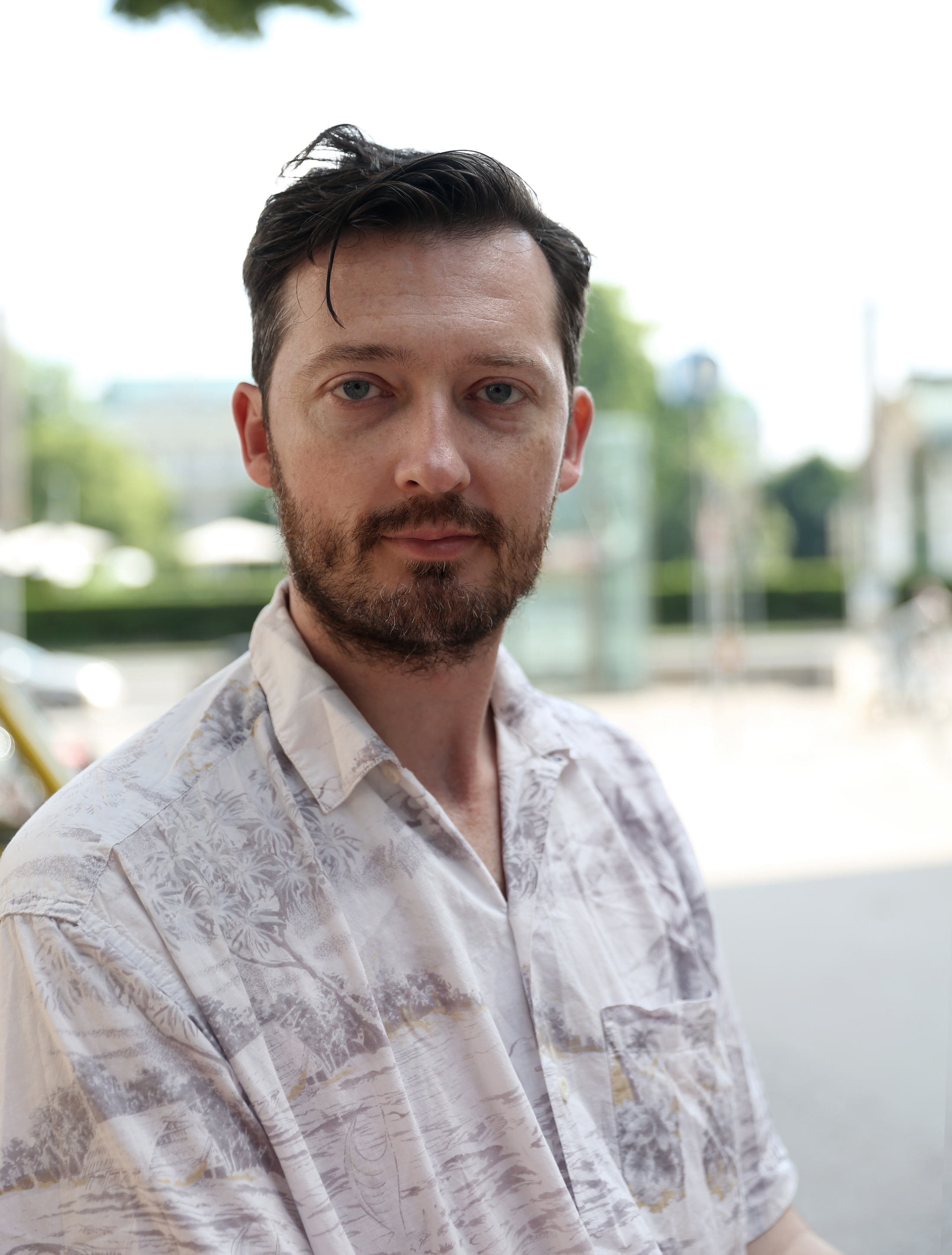
Regisseur Dustin Guy Defa

Regie führte Dustin Guy Defa, der auch das Drehbuch schrieb. Nach einigen Kurzfilmen, dem Filmdrama Bad Fever von 2011 und der Tragikomödie Person to Person von 2017 handelt es sich um seinen dritten Spielfilm. Bei dem Film The Mountain von Rick Alverson mit Tye Sheridan und Jeff Goldblum, der 2018 im Wettbewerb der Internationalen Filmfestspiele von Venedig gezeigt wurde, fungierte Defa als Koautor.
Spiele und Sport seien oft die einzigen Möglichkeiten als Erwachsener, auf die Gefühle aus der Kindheit, als man miteinander spielte, zuzugreifen, so der Regisseur. Im Falle von Eric sei es die Lust am Pokerspiel und für diesen als Erwachsenen die einzige Möglichkeit überhaupt zu „spielen“. Daher seien er und Rachel auch nicht in der Lage, zu ihrem Kindheitsselbst zurückzufinden, als ihre Schwester sie zusammen spielen lassen will, in der Hoffnung, sie könnten sich dann wieder versöhnen.

### Besetzung und Filmmusik
Sophia Lillis, Michael Cera und Hannah Gross spielen die Geschwister Maggie, Eric und Rachel. Cera zählt neben Hannah Dweck, Theodore Schaefer, Allison Rose Carter, Jon Read und Julia Thompson auch zu den Produzenten des Films. In weiteren Rollen sind Wavyy Jonez, Anoop Desai, Kiah McKirnan, Kyra Tantao, Simon Kim, Lucas Papaelias und Tina Benko zu sehen.
Die Filmmusik komponierte Alex Weston, der zuvor für The Farewell von Lulu Wang und Die Novizin von Lauren Hadaway tätig war. Das Soundtrack-Album mit insgesamt 14 Musikstücken wurde am 18. August 2023 von Back Lot Music als Download veröffentlicht.

### Marketing und Veröffentlichung
Die Premiere von The Adults erfolgte am 18. Februar 2023 bei den Internationalen Filmfestspielen in Berlin, wo der Film in der Sektion Encounters gezeigt wurde. Der erste Trailer wurde Ende Mai 2023 vorgestellt. Im Juni 2023 wurde er beim Tribeca Film Festival gezeigt und im Juli 2023 beim Internationalen Filmfestival Karlovy Vary. Am 8. Juni 2023 kam der Film in die deutschen Kinos. Am 18. August 2023 kam er in ausgewählte US-Kinos.

## Rezeption

### Kritiken
Von den bei Rotten Tomatoes aufgeführten Kritiken sind 72 Prozent positiv.
Karsten Munt vom Filmdienst schreibt, Dustin Guy Defa stelle einen Vaterkomplex und den Tod der Mutter in den Raum, ohne es je zum vollständigen Psychogramm zusammenzusetzen. Doch auch ohne ernsthaftes Fundament schaffe es der Film in seinen Schlüsselmomenten, eine affektive Durchschlagskraft zu entwickeln, so wenn sich Erics Seelenleben nicht im Beisein der Schwestern, sondern vor einem Dutzend Fremder, am Pokertisch von innen nach außen stülpt und er die Geschichte vom Tod seines Vaters erzählt. Keines der Geschwister wolle ihn verlassen und damit die eigene Unreife, das selbst gebaute Sicherheitsnetz der gut versteckten Hilflosigkeit verlassen, so Munt: „Sie alle stemmen sich auf die eigene, verschrobene Art gegen das Eingeständnis, dass sie, als Individuen wie auch als Geschwister, nicht mehr diejenigen sind, die unbeschwert in Mamas Vorgarten Musical-Nummern aufführen und sich früher oder später vielleicht doch mit der einen oder anderen Form von 'erwachsener' Aufrichtigkeit begegnen müssen.“ Defa löse den innerfamiliären Knoten, der in den schönen, leisen Momenten des Films weiter festgezurrt wird, nie in eine klassische dramaturgische Kausalität auf.
Filmkritikerin Esther Buss erklärt im Tagesspiegel, die Filme des US-amerikanischen Indie-Regisseurs kreisten um Annäherungsversuche und Beziehungsabbrüche, und ständig würden die Figuren darum ringen, Verbindungen herzustellen, zu sortieren oder auch loszuwerden, während sich andere, wie etwa Interessensgemeinschaften, deutlich robuster zeigten. Als Beispiel in The Adults verweist Buss auf Erics Pokerrunde, wo eine Niederlage ihn dazu bewegt, seinen Aufenthalt um zwei Tage zu verlängern. Im Zentrum des Films stehe die Sprachlosigkeit, die sich unter Geschwistern oft einstellt, wenn sie erwachsen sind. Maggies Versuche, die frostige Kluft zwischen Eric und Rachel zu kitten. liefen oft ins Leere. Anders als Regiekollegen wie Alex Rox Perry seziere Defa das Gefühlsleben seiner Figuren nicht, bewahre diesen gegenüber eine gesunde Distanz und bleibe in diesem Geschwisterliebesfilm im Ton lakonisch.
Neben einer leisen Lakonie erkennt Manuel Schubert von der taz sanften Humor, emotionale Intelligenz und Authentizität als Mittel des Filmemachers. The Adults sei in all seiner Tiefe auch verdammt zärtlich und phasenweise schlicht irre komisch, und es gebe mit den Imitationen, wenn die drei Figuren in kuriose Comic- oder Filmcharaktere ausbrechen, einen sehr süßen Drehbucheinfall, der alles zusammenhält, die Konflikte zu überbrücken versucht und zugleich wie ein Reagens wirke.

### Auszeichnungen
Internationale Filmfestspiele Berlin 2023
- Nominierung als Bester Film in der Sektion Encounters (Dustin Guy Defa)

Las Palmas de Gran Canaria International Film Festival 2023
- Nominierung als Bester Film für die Golden Lady Harimaguada (Dustin Guy Defa)[13]